# Премия Петрарки
Премия Петрарки — международная литературная премия в области поэзии и, иногда, прозы (в 1987—1995 гг. присуждалась также переводчикам). Учреждена в 1975 немецким историком искусства Хубертом Бурдой. Присуждалась до 1995 года. В 1999 году была учреждена наследующая Премии Петрарки Премия имени Германа Ленца, которая в 2010 году была вновь преобразована в Премию Петрарки и в 2014 году закрыта. Одним из ключевых участников премиального жюри на всех этапах оставался Петер Хандке.

## Лауреаты
- 1975 — Рольф Дитер Бринкман
- 1976 — Сара Кирш и Эрнст Майстер
- 1977 — Герберт Ахтернбуш (от премии отказался)
- 1978 — Альфред Коллерич
- 1979 — Збигнев Херберт
- 1980 — Людвиг Холь
- 1981 — Тумас Транстремер
- 1982 — Ильзе Айхингер
- 1983 — Герхард Майер
- 1984 — Густав Януш
- 1987 — Герман Ленц
- 1988 — Филипп Жакоте
- 1989 — Ян Скацел
- 1990 — Пауль Вюр
- 1991 — Джон Бёрджер
- 1992 — Майкл Хамбургер
- 1993 — Геннадий Айги
- 1994 — Хельмут Фербер
- 1995 — Лес Маррей

- 2010 — Пьер Мишон и Эрри Де Лука
- 2011 — Джон Бернсайд и Флориан Липуш
- 2012 — Миодраг Павлович и Кито Лоренц
- 2013 — Адонис и Робин Робертсон
- 2014 — Франц Мон и Томас Венцлова

## Премия переводчикам
- 1987 — Ханно Хельблинг
- 1988 — Георг Рудольф Линд
- 1989 — Феликс Филипп Ингольд
- 1990 — Фабьян Хафнер
- 1991 — Ильма Ракуза
- 1992 — не присуждена
- 1993 — Ханс Грёссель
- 1994 — Элизабет Эдль и Вольфганг Матц
- 1995 — Ферена Райхель